# Emilio Portes Gil, Sinaloa
Emilio Portes Gil är en ort i Mexiko.   Den ligger i kommunen Guasave och delstaten Sinaloa, i den västra delen av landet, 1 200 km nordväst om huvudstaden Mexico City. Emilio Portes Gil ligger 19 meter över havet och antalet invånare är 391.
Terrängen runt Emilio Portes Gil är mycket platt. Runt Emilio Portes Gil är det ganska tätbefolkat, med 100 invånare per kvadratkilometer. Närmaste större samhälle är Guasave, 7,6 km öster om Emilio Portes Gil. Trakten runt Emilio Portes Gil består till största delen av jordbruksmark.